# NGC 1559
NGC 1559 är en stavgalax i stjärnbilden Rombiska nätet. Den är också en Seyfertgalax. År 2005 observerades supernovan SN 2005df i galaxen. Man har tidigare upptäckt två andra supernovor i NGC 1559: SN 1984J och SN 1986L.